# Yassine Boughanem
Yassine Boughanem (Brussel, 24 januari 1994) is een Belgisch-Marokkaanse thaibokser. 

## Levensloop
Yassine is de jongere broer van Youssef Boughanem, eveneens sportief actief. Beide broers groeiden op te Etterbeek. Yassine beoefent het thaiboksen sinds zijn tiende. Na het overlijden van hun ouders volgde hij zijn broer Youssef naar Thailand.
In februari 2018 won hij het Phoenix Championship bij de zwaargewichten tegen de Amerikaan Steven Banks, waarbij hij de WBC-wereldtitel bemachtigde. In april 2019 won hij zijn gevecht tegen de Portugees Bruno Susano, waardoor hij zijn WBC-wereldtitel verlengde en de WKN-wereldtitel veroverde.